# Antonio Patriota

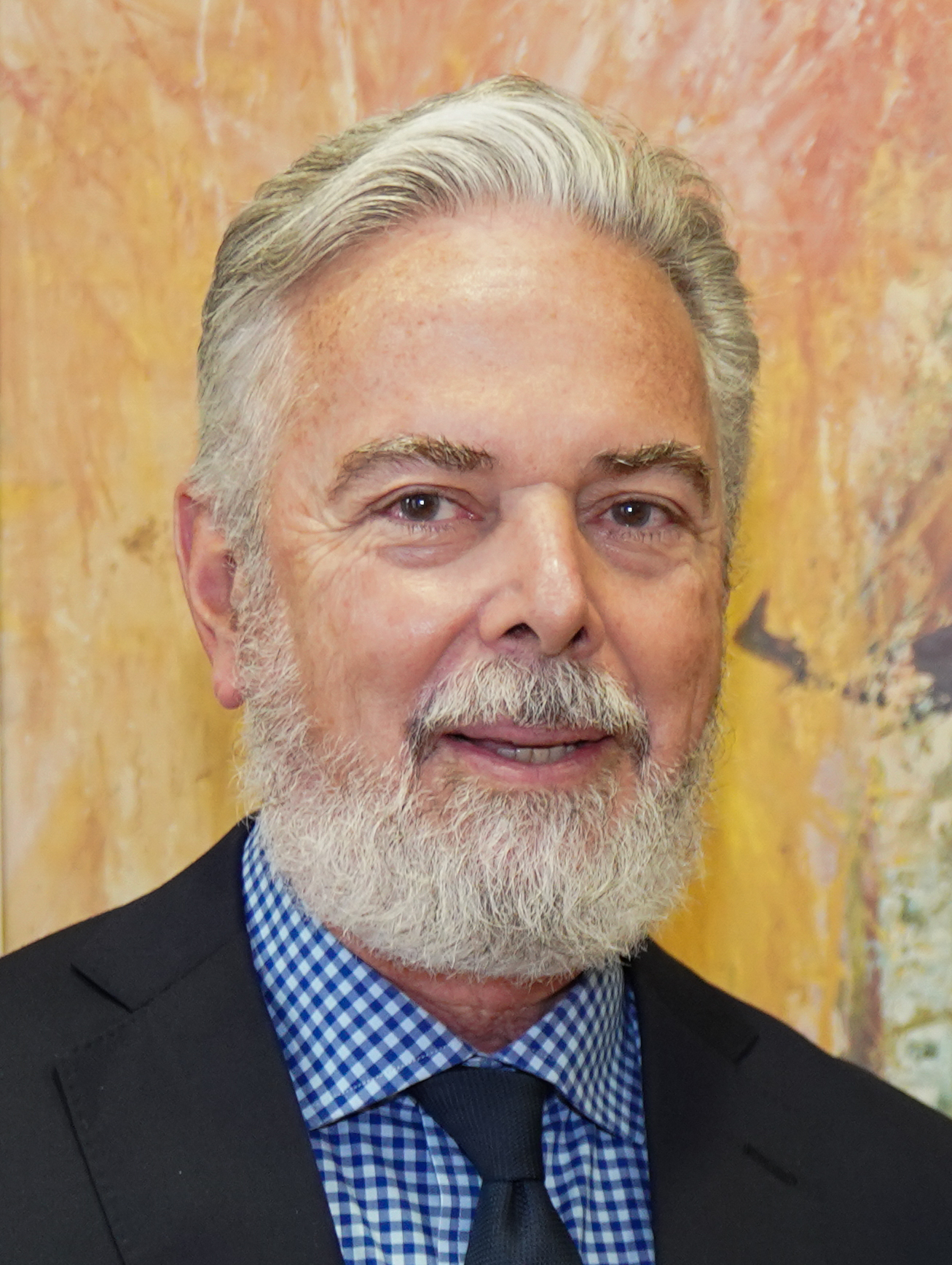
Antonio Patriota (2024)

Antonio de Aguiar Patriota, född 27 april 1954 i Rio de Janeiro, är en brasiliansk diplomat och politiker. Han är sedan 1 januari 2011 Brasiliens utrikesminister under president Dilma Rousseff. Han har tidigare tjänstgjort i brasilianska utrikesförvaltningen och har bland annat varit kabinettschef hos utrikesminister Celso Amorim 2005-2005, ambassadör i Washington, D.C. 2007-2009 och generalsekreterare på utrikesministeriet 2009-2010. 